# 終着駅は始発駅 (随筆)
『終着駅は始発駅』（しゅうちゃくえきはしはつえき）は、紀行作家、エッセイストである宮脇俊三の随筆集である。1982年に新潮社から刊行された。

## 作品概要
宮脇俊三の随筆集1作目である。宮脇の紀行を中心としつつも、宮脇の私論や、駅に24時間滞在した記録なども収録されている。また、付録として「私が選んだ鉄道旅行の本100冊」が収録されている。

### 作品名の由来
宮脇によれば、終着駅や始発駅にありがちな雑然とした雰囲気がこの作品にもあるということ。それに、「人生の終着駅」と比喩されるが、その終着駅は第二の人生の始発駅ではないか、というのが由来である。

## 構成
この項は全て（『終着駅は始発駅』新潮社、宮脇俊三、1982年8月）に基づく。
ちょっと長い前がきにかえて
点の旅と線の旅
初出 : 「ミセス」1980年7月号
鉄道ファンのいる国いない国
初出 : 「広報」1980年10月号
時刻表に乗る
初出 : 『日本の蒸気機関車』1981年3月、東京新聞出版局刊
東京を旅する
通勤電車もまた愉しからずや
初出 : 「旅」1980年8月号
東京の私鉄七社乗りくらべ
初出 : 「現代」1979年6月号
東京駅 素顔の24時間
初出 : 「小説新潮」1981年3月号
都会のなかのローカル線
初出 : 「本の窓」1982年春号（「旅のついて思うこと」を改題）
鈍行列車に乗って
赤字線の乗りごこち
初出 : 「潮」1978年11月号
汽車に乗るなら北海道
初出 : 「旅と鉄道」1979年夏号
流氷列車
初出 : 「文藝春秋」1980年4月号
雪のスイッチバック
初出 : 「旅」1980年3月号
山陰ストリップ特急
初出 : 「別冊小説新潮」1979年春号
歴史を旅する
幌内鉄道紀行
初出 : 『日本の博物館』第九巻 「鉄道と帆船」1981年2月、講談社刊
陸羽東線と芭蕉
初出 : 「歴史と旅」1980年12月号 （「ローカル線史跡の旅 陸羽東線」を改題）
高山本線の車窓
初出 : 「歴史と旅」1980年8月号 （「ローカル線史跡の旅 高山本線」を改題）
宇高連絡船と高徳本線
初出 : 「歴史と旅」1980年9月号 （「ローカル線史跡の旅 高徳本線」を改題）
加悦谷の小さな私鉄
初出 : 「くりま」1981年新春号（第3号）（「加悦谷の小さなディーゼル車」を改題）
また旅の日々
SLと蒸気機関車
初出 : 「宝石」1981年9月号
トンネル三題
初出 : 「婦人の友」1979年10月号、「リクルート」1980年8月号、『明治期鉄道史資料』月報7・1980年10月、日本経済評論社（それぞれ「トンネル」「トンネルと穴」「トンネルと私」と題したものをあわせる）
陽気な睡魔
初出 : 「家庭画報」1979年5月号
風景と非情と
初出 : 「一枚の絵」1982年5月号
ビジネスホテル考
初出 : 「オール讀物」1980年2月号
君臨すれども
初出 : 「小説新潮」1980年3月号
旅と電話
初出 : 「テレトピア」1980年10月号
わが家の「フルムーン」切符
初出 : 「文藝春秋」1982年1月号
四〇年後の子どもたち
初出 : 「ひろば」1978年冬号
また旅の日々──読書日記
初出 : 「小説新潮」1981年1月号
乗り物の本
初出 : 「サンケイ新聞」1979年5月2日朝刊（「読まれる鉄道の本」を改題）
私が選んだ鉄道旅行の本100冊
初出 : 私が選んだ鉄道旅行の本　話の特集パンフレット　1980年11月（「宮脇俊三が選んだ楽しい鉄道旅行の本100冊」を改題）
あとがき
書き下ろしである。

## 書誌情報

### 新潮社版（単行本）
- 出版日 : 1982年8月1日[2]
- 発行元 : 新潮社[2]
- 形態 : 単行本[2]
- ISBN 9784103335023[2]

### 新潮文庫版
- 出版日 : 1985年8月[4]
- 発行元 : 新潮社[5]
- レーベル : 新潮文庫[5]
- 形態 : 文庫[5]
- ISBN 9784101268033[5]

### 新潮社版（新潮オンデマンドブックス）
- 出版日 : 2002年5月3日[1]
- 発行元 : 新潮社[1]
- レーベル : 新潮オンデマンドブックス[1]
- 形態 : オンデマンドブック[1]

### グラフ社版（単行本）
- 出版日 : 2007年4月[6]
- 発行元 : グラフ社[6]
- ISBN 9784766210545[6]

また、宮脇俊三鉄道紀行全集 第6巻にも一部が収録されている。